# Kimberly Kalee
Kimberly « Kim » Kalee, née le 7 mars 2002 à Almere, est une coureuse cycliste néerlandaise, spécialiste des épreuves de vitesse sur piste. Elle est notamment vice-championne du monde de vitesse par équipes en 2024.

## Biographie
Durant sa jeunesse, Kimberly Kalee pratique la gymnastique. En 2016, elle s'inscrit à la Journée des talents d'Almere pour découvrir d'autres sports. Lors d'un test sur un Wattbike, ses résultats lui permettent d'être invités au centre d'entrainement national de Papendal où elle intègre finalement la section de cyclisme sur piste en 2018. Dès sa première saison, elle remporte sa première médaille d'or sur le 500 mètres des championnats nationaux à Apeldoorn, dans sa catégorie d'âge.
En 2022, elle devient à 20 ans championne des Pays-Bas du 500 mètres et se classe deuxième de la vitesse. En 2023, elle décroche le titre national sur ces deux disciplines. Aux championnats d'Europe espoirs (moins de 23 ans) de 2024, elle est médaillée de bronze du 500 mètres. En octobre, elle fait ses débuts aux mondiaux sur piste et décroche l'argent en vitesse par équipes avec Hetty van de Wouw, Steffie van der Peet et Kyra Lamberink.

## Palmarès

### Championnats du monde
| Épreuve / Édition | Vitesse par équipes |
| Ballerup 2024     | Argent              |

### Coupe des nations
- 2025
  - 1re de la vitesse par équipes à Konya (avec Steffie van der Peet et Hetty van de Wouw)

### Championnats d'Europe
| Édition / Épreuve      | 500 mètres | Vitesse par équipes                   |
| Cottbus 2024 (espoirs) | Bronze     |                                       |
| Heusden-Zolder 2025    |            | Or (avec van de Wouw et van der Peet) |

### Championnats nationaux
- 2019
  - 2e de la vitesse par équipes
- 2022
  -  Championne des Pays-Bas du 500 mètres
  - 2e de la vitesse
- 2023
  -  Championne des Pays-Bas du 500 mètres
  -  Championne des Pays-Bas de vitesse
  - 2e du keirin
- 2024
  -  Championne des Pays-Bas du 500 mètres